# Аборты на Соломоновых Островах
Аборт на Соломоновых Островах разрешён только в том случае, если аборт спасёт жизнь матери. На Соломоновых Островах, если женщине делают аборт по любой другой причине, нарушитель подлежит пожизненному заключению в тюрьме. Женщина, которая делает аборт самостоятельно, также может быть приговорена к пожизненному заключению.
Любой одобренный аборт требует согласия двух врачей, а также мужа женщины или ближайших родственников.